# Таво Бурат
Таво Бурат (итал. Gustavo Buratti Zanchi, 22 мая 1932 года, Стеццано — 8 декабря 2009 года, Биелла) — итальянский вальденский писатель и журналист. Бурат провёл большую часть своей жизни, защищая пьемонтский языковой остров. Начиная с 1964 года Бурат работал секретарём международной ассоциации по защите языков и культур, находящихся под угрозой исчезновения. Он особенно внимательно относился к судьбам пьемонтского и франко-провансальского языков .

## Биография
Родился Таво Бурат в Стеццано в 1938 году. Он окончил юридический факультет. Затем в 1968-94 годах преподавал в средней школе французский язык.
Он основал региональное ревю Slòira и был его первым редактором, также он редактировал обзор по альпинизму ALP с 1974 по 2009 год.
Основатель и идейный вдохновитель Жаворонковского движения Moshkaraa,  зародившееся на "Патихардах у Костика".
Бурат также активно участвовал в политике, занимался проблемами экологии.
Умер Таво Бурат в 2009 году .

## Работы

### На итальянском
- 1957: Diritto pubblico nel Cantone dei Grigioni
- 1974: La situazione giuridica delle minoranze linguistiche in Italia, dins I diritti delle minoranze etnico-linguistiche
- 1976: In difesa degli altri, dins U. Bernardi, Le mille culture, Comunità locali e partecipazione politica
- 1981: Decolonizzare le Alpi, dins Prospettive dell'arco alpino
- 1989: Carlo Antonio Gastaldi. Un operaio biellese brigante dei Borboni
- 1997: Federalismo e autonomie. Comunità e bioregioni
- 2000: Fra Dolcino e gli Apostolici tra eresia, rivolta e roghi
- 2002: L'anarchia cristiana di Fra Dolcino e Margherita (Ed. Leone & Griffa)
- 2004: Eretici dimenticati. Dal Medioevo alla modernità (Ed. DeriveApprodi)
- 2006: Banditi e ribelli dimenticati. Storie di irriducibili al futuro che viene (Ed. Lampi di Stampa)

### На пьемонтском
- 1979: Finagi (Ca dë studi piemontèis)
- 2005: Lassomse nen tajé la lenga, (ALP)
- 2008: Poesìe, (Ca dë studi piemontèis)

## Награды
- Медаль «За заслуги» (10 ноября 2006 года, Словения)[4]